# ادوارد آرتور سامرست
ادوارد آرتور سامرست (انگلیسی: Edward Arthur Somerset؛ ۲ فوریه ۱۸۱۷ – ۱۲ مارس ۱۸۸۶ (۶۹ ساله)) نظامی و سیاستمدار اهل پادشاهی متحد بریتانیای کبیر و ایرلند بود.